# Domingo Idiocáiz
Domingo Idiocáiz, auch Domenico Idiasches, (* im 15. Jahrhundert in Spanien; † 25. September 1518) war ein römisch-katholischer Geistlicher und Priester.
Er war vom 8. Juni 1513 bis zu seinem Tod am 25. September 1518 Erzbischof von Brindisi. Abgelöst wurde er von Gian Pietro Carafas, dem späteren Papst, Paul IV.